# 保険金不払い事件
保険金不払い事件（ほけんきんふばらいじけん）または保険金不払い問題（ほけんきんふばらいもんだい）とは、数多くの保険会社（生命保険会社、損害保険会社問わず）が起こした、保険金（この場合、厳密には保険金とは言えない給付金や配当金なども含める例が多い）を支払わなければならない事案や事故に対して正当な理由無く保険金を支払わずにいた事件（不祥事）のことである。数多くの保険会社がこのような保険金の不当な不払いを行っていたことから、保険業界全体の著しい腐敗が明らかになり、社会問題にまで発展した。
尚、本項で取り上げるのは「不適当な不払い」であり、正当な理由があっての「支払い対象とならず不払い」となった事案は除かれる。
(マスコミ報道では被保険者から請求があったものの支払われなかったものを全て不払いとして報道するケースが多い)

## 発端
生命保険では、2005年（平成17年）2月20日に発覚した明治安田生命保険による死亡保険金の不当な不払いが発端となった。一方損害保険では、2005年2月に行われた金融庁による富士火災海上保険の検査にて自動車保険の特約で不適切な不払いが見つかったことが発端となった。
以降、生保損保各社で保険金の不当不払い事案が次々と大量に発覚していくこととなる。

## 事案の種類
マスコミ等では「保険金不払い事件」もしくは「保険金不払い問題」などとして一括りにされることが多いが、内容の異なる事案が混在している。2007年3月現在、保険金の支払いに関する金融庁の行政処分は、生損保合わせて7回・28社にわたり発出されているが、これらは不適切な不払い事案と支払い漏れ事案、請求勧奨漏れ事案に分けることができる。さらに厳密には、この他に契約上の不備による支払い拒否といった事案もある。いずれにしても、不正に保険金が支払われず、保険としての機能を果たさない結果となっていることには変わりはない。

### 不適切な不払い
「不適切な不払い」事案は、正当な理由に基づかずに保険会社が支払いを拒否していたものであり、明治安田生命保険や三井住友海上火災保険、損害保険ジャパンの行政処分はこれを理由としている。
不適切な不払いには、次のような例がある。
- 告知事項とは因果関係のない保険事故にもかかわらず、告知義務違反を理由に支払いを拒否
- 医師からの確定診断がない（したがって被保険者に病気の認識がない）病気を告知していなかったとして、支払いを拒否
- 医師に確認することなく、保険責任開始以前に発病したものとして保険会社の免責を適用
- 告知義務違反による契約解除が可能な期間を過ぎているにもかかわらず、保険会社が契約を解除

### 支払い漏れ
主契約に基づく保険金請求があったときに特約部分については請求がないため支払いを行わない、といった事象が典型例として挙げられ、損害保険会社26社に対し発出された行政処分はこれに該当する。
すなわち、保険会社側は「請求があったものだけ支払えばよい」と考えていたのに対し、金融庁は「請求が類推される保険金については請求がなくとも支払うべき」と判断したこととなり、金融庁の要求水準に保険会社が達していなかった事案であると言える。

### 請求勧奨漏れ
たとえば、入院給付金の請求があった場合に通院給付金が請求できる可能性があるのに保険契約者に案内しないといった事例が典型的である。不払い事例の件数のうち、この請求勧奨漏れの件数が大多数を占める。
旧来は、保険金請求があった場合に、ほかの請求ができる可能性まで調査するということを保険会社が行わず、またそれが社会的に、あるいは金融行政的に許容されていた（あるいは放置されていた）。しかし、消費者保護の観点および金融行政の変化により、この請求勧奨をしないということが問題視されるようになったものである。

### 契約の不備を理由にする支払い拒否
これらの不払い問題が広がりを見せるにつれ、保険会社の販売員や保険代理店が新規契約の獲得に走り、本来受け入れるべきではないリスクを孕んだ契約を安易に結んできた事、獲得契約数を1つでも多くするために違法に契約を締結してきた事などが問題となり、支払いの段階だけの問題ではなく、保険販売員や保険代理店のモラル低下による契約段階の不適正もクローズアップされてきた。
これは、契約段階で営業職員や代理店が不実記載や告知義務違反などを教唆し、保険会社としての事実の確認を疎かにして掛け金を受けとっておきながら、保険金請求の段階で契約の不備を指摘して無効を主張する、といったケースが該当するものであり、実際、三井住友海上火災保険の行政処分の理由として「代理店が被保険者本人からの告知を受けずに契約を行う等会社側に法令違反等があるにもかかわらず、告知義務違反が適用された事例」が挙げられている（金融庁による報道発表）。
厳密には支払いの段階での不適正ではないが、その原因は販売時の保険会社側もしくは販売員・保険代理店の法令違反であり、どちらの場合においても、保険としての機能を果たさず、保険金が正しく支払われない結果となっている。

### 補足
保険会社が正当な理由を挙げて支払いを拒否する事は直ちに問題とはならない。しかし、今次は正当な理由を挙げなかったり、些細な理由をもって支払いを拒否したり、契約者が特約の存在に思い至らない事につけこんで支払いを免れる事が問題となった。また、契約の不備を理由にする支払い拒否では、新規契約獲得に傾注して契約の不備を見逃して本来は排除すべきリスクを受け入れてしまい、後からこれを排除する行為が支払い拒否の形で現れる事が問題となる。

## 背景

### 事件の誘因
生命保険会社
バブル景気崩壊以後の低金利により、生命保険会社は1992年以降、多額の逆ざやを抱えることとなった。すなわち、生命保険会社の主要な3利源である「費差」「死差」「利差」のうち、利差がマイナスとなったのである。さらに、保有契約の減少に伴い費差益も悪化が続いたため、残る「死差」の確保が生命保険会社の大きな課題となった。
この結果、死差益を増やす手段として、支出である保険金を正当な事由であっても払い渋るという、保険の存在意義を自ら失わしめるような行為に出ることとなった。
損害保険会社
1998年の保険料の自由化以降、損害保険会社の競争は激化していった。特に自動車保険においては、各社が特約という形での独自の保障を競い合った結果、支払い体制の整備が追いつかない状況になってしまった。こうして、臨時費用保険金をはじめとした付随的な保険金の支払い漏れが続々と生じることとなった。
これに加え、事態をさらに悪化させたのが第三分野保険の解禁である。
2001年、それまで外資系生保だけが販売することができた単品の医療保険を国内の生損保が発売することが可能となった。これを受け、既存の損害保険領域の競争激化により新たな収益源を求めていた損保各社は、いっせいに医療保険の販売を開始した。しかし、医療保険の査定に慣れていなかった損保各社は、ここでも支払い体制の不備を露呈することとなった。
保険代理店・保険募集人
保険商品の募集人が新契約を取り付けることばかりに注力するあまり、顧客に対して適切な商品説明・リスク管理を行わず、特約などによる保障内容などを十分に理解しないまま顧客が契約するという事例や、契約段階において顧客に対し不実記載や告知義務違反などを教唆し不当に契約させてしまう、また、保険事故の発生後に契約時には想定していなかったリスクが発生するという事例が一般的に存在した。
その結果、契約者は特約等に基づく他の請求可能な保険金の存在に気づかない、あるいは募集人に従って契約したにもかかわらず、保険事故発生後の請求段階で保険金の支払いを拒否されるなど、契約者にとって不当に保険金を手にできない状況を作り出す原因となった。

### 問題の本質
生損保で多少異なるものの、いずれも問題の本質として保険会社を筆頭とした保険業界の「利益至上主義」がある。
従来から保険会社の新契約偏重で既存契約を軽視する傾向、そして保険販売員や代理店への過大なノルマや新契約重視の募集手数料体系および待遇などの販売態勢について、契約者を顧みず金銭を稼ぐことに注視した利益先行型の不適切な姿勢であるとして問題指摘がなされてきた。
しかし、このような利益先行の姿勢が正される事はなく、保険販売員や代理店の一部が保険会社と同様の利益先行姿勢に走るようにまでなり、ついにはそれが保険の入口たる販売の面だけでなく、出口にあたる支払いの面にまで至り、保険が保険として機能しないという保険業界の腐敗が極まった異常な状態を作り上げてしまった。

## 歴史
ここでは、本件に関連する出来事を発生順に列挙する。保険会社ごとの詳しい情報については、それぞれの保険会社の記事を参照されたい。

### 2005年（平成17年）
- 2005年2月10日 - 富士火災海上保険が金融庁の検査を受けた際に、自動車保険の特約に不当な不払いがあったことが判明
- 2005年2月20日 - 明治安田生命保険による死亡保険金の不当な不払い162件分が発覚
- 2005年3月4日 - 明治安田生命保険が金融庁の業務停止命令（同年2月25日発表）により、募集などの業務を2週間停止
- 2005年7月5日 - 明治安田生命保険でさらに90件あまりの不当な不払いが発覚
- 2005年9月8日 - チューリッヒ保険において3557件分で保険金の支払いの一部が漏れていたことが発覚。総額は約1億円分
- 2005年9月27日 - 損保16社にて保険金未払いが約16万件、67億円分あった事を公表。その大半は自動車保険に関するもので、主契約ではなく特約での不払いが目立っていた
  - あいおい損害保険、損害保険ジャパン、三井住友海上火災保険、日本興亜損害保険、東京海上日動火災保険、富士火災海上保険、ニッセイ同和損害保険、共栄火災海上保険、スミセイ損害保険、明治安田損害保険、朝日火災海上保険、ソニー損害保険、セゾン自動車火災保険、セコム損害保険、三井ダイレクト損害保険、そんぽ24損害保険（損保16社の内、不払いの件数が多い順）
- 2005年10月21日〜 - 生保各社の保険金および給付金の不当な不払いが過去5年間に存在したかどうかの調査結果が出る
  - 今回の調査で不払いが判明したのは、明治安田生命保険（新たに700件以上）、日本生命保険、朝日生命保険、アメリカンファミリー生命保険、アリコジャパン、損保ジャパン・ディー・アイ・ワイ生命保険、第一生命保険、オリックス生命保険、アクサ生命保険、大同生命保険、アクサグループライフ生命保険、マニュライフ生命保険、AIGスター生命保険、損保ジャパンひまわり生命保険、チューリッヒ生命、プルデンシャル生命保険、三井住友海上きらめき生命保険、富国生命保険、三井生命保険、住友生命保険、東京海上日動あんしん生命保険、ソニー生命保険、AIGエジソン生命保険、T&Dフィナンシャル生命保険、日本興亜生命保険、共栄火災しんらい生命保険、東京海上日動フィナンシャル生命保険、あいおい生命保険、富士生命保険（保険金、給付金の不払い合計件数が多い順）
- 2005年11月4日 - 明治安田生命保険が同年2度目となる2週間の業務停止（命令は同年10月28日に発表）
- 2005年11月25日 - 保険金不払いが確認された損保26社に対し、金融庁が業務改善命令を出す。なお、この時点で判明した不払いは約18万件、84億円分に上る
  - 2005年9月27日分の16社に加え、大同火災海上保険、日新火災海上保険、エース損害保険、アクサ損害保険、ジェイアイ傷害火災保険、アメリカンホーム保険、AIU保険、チューリッヒ保険、ゼネラリ保険、ニューインディア保険

### 2006年（平成18年）
- 2006年5月25日 - 金融庁から損害保険ジャパンへの行政処分内容が発表される（保険金不払いを筆頭とした各種不正行為によって金融庁に業務停止命令を受けたことによる）
  - 2006年6月12日 - 損害保険ジャパンが2週間の業務停止となる（上記の行政処分による。ただし、山口支店は証拠隠滅が発覚したため、1ヶ月の処分となる）
- 2006年6月21日 - 金融庁から三井住友海上火災保険への行政処分内容が発表される（第三分野保険を中心に保険金不払いなど悪質な行為があったことが判明したため）
  - 2006年7月10日 - 三井住友海上火災保険が2週間の業務停止となる（上記の行政処分による。同年7月24日から疾病保障商品以外の業務は再開、2007年2月23日に全ての制限は解除）
- 2006年6月24日 - 第一生命保険で約1億5千万円の配当金不払いがあったことが発覚。この不払いは1984年〜2005年までに発生した不払い（およそ4万7千件）の合計で、2004年2月には会社は既に把握していたが、公表していなかった
- 2006年7月26日 - 日本生命保険が保険金不払いなどの行為により金融庁から業務改善命令を受ける
- 2006年8月11日 - 昨年11月に行われた損保26社への業務改善命令の後に、数社で新たな不払いの発覚が相次いだ事から、金融庁が損保26社に対して再調査を指示
- 2006年9月18日 - あいおい損害保険にて、2005年に行われた不払い調査の時の数よりもさらに3万件を上回る不払いが発覚。合計で6万件以上の不払いとなった。この時点で会社毎の不払いの件数はこれが最多
- 2006年9月30日 - 同年8月に金融庁が指示した損保26社への不払い再調査に対して、大手6社の調査結果が出る。合計で約9万8千件、80億円分が新たに判明。その中でも東京海上日動火災保険が最も多く、約6万3千件、46億円分という結果であった
- 2006年10月13日 - 上記不払い再調査の結果が26社分出揃う。26社の内3社は新たな不払いは確認されなかったが、他23社に関しては昨年の調査以降のものだけでも合計で約13万6千件、102億円分あったことが判明。昨年の調査結果と合わせて約31万8千件、187億円分にまで膨れ上がる。これにより、昨年11月の行政処分が全く活かされていない状態が浮き彫りとなった
- 2006年11月1日 - 損保大手6社において、第三分野保険での不払い合計が4365件、約12億1200万円分あった事を発表
  - 三井住友海上火災保険、損害保険ジャパン、日本興亜損害保険、東京海上日動火災保険、あいおい損害保険、ニッセイ同和損害保険（不払い件数の多い順）
- 2006年11月2日 - 第三分野保険不払いで、損保中堅5社（富士火災海上保険、共栄火災海上保険、日新火災海上保険、スミセイ損害保険、明治安田損害保険）の合計が約400件、2億2千万円分あったことを発表。さらに外資系損保2社（AIU保険、アメリカンホーム保険）でも合計で265件、約4千万円分あったことを発表
- 2006年11月17日 - 金融庁は損害保険会社26社に対して、保険業法に基づく不払い調査のやり直しを命じ、12月8日迄に調査完了時期を報告する様に求めた。調査のやり直しと期限を切った報告の命令は異例のものであった
- 2006年11月20日 - 東京海上日動火災保険において、合併前の旧日動火災海上保険が1989年から2004年9月に渡って販売していた積立保険、介護保険、所得補償保険などの契約分で、契約の失効や契約解除による返戻金の不払いが約5万件、3億7千万円分あったことを発表
- 2006年12月8日 - 同年11月17日の金融庁による不払い調査のやり直し命令において、損保大手6社が調査完了の日時を発表（三井住友海上火災保険は2月15日、東京海上日動・あいおい損害保険・ニッセイ同和損害保険の3社は2007年3月31日、日本興亜損害保険・損害保険ジャパンは2007年4月30日に完了させる）
- 2006年12月22日 - ジブラルタ生命保険にて、旧協栄生命保険から引き継いだ死亡保険の「成人病特約」（1975年3月〜2000年10月までの契約成立分）で、3505件、総額9861万円の不払いが確認される

### 2007年（平成19年）
- 2007年1月2日 - 大手生保4社（日本生命保険、第一生命保険、住友生命保険、明治安田生命保険）がそれぞれ社内調査を実施したところ、主に医療特約関連で契約者に本来支払わなければならない保険金の一部において不払いがあったことが判明。2001年から5年間で1万件以上の不払い件数となる見込み
- 2007年1月16日 - 第一生命保険が、三大疾病に関する特約（特定疾病保険）において保険金の不払いが見つかったと発表。過去5年間に保険金の支払い事由に該当していたと推測される約1800件の契約から抽出した結果、約500件、15億円分が支払い事由に該当していることを確認した
- 2007年2月1日 - 同年1月の第一生命保険などによる生保での不当不払いの発覚を受け、金融庁が日本国内の全生命保険会社（38社）に対し、2001年〜2005年の過去5年間において保険金不払いの件数や金額の調査をし、同年4月13日までに報告するように命令した
- 2007年2月8日 - 日本損害保険協会は、損保商品を販売することができる募集人資格が一度取れば無期限に有効であるために、募集人の商品・法令認知不足による契約者への説明不足や違法な販売行為などを引き起こし、結果として保険金不払いに結びつく事例が相次いで発生していることへの対処として、2008年4月から募集人資格更新制度を導入する方針に固めた
- 2007年3月14日 - 損保業界で起こった、第三分野保険での保険金不払いが大量に発覚した問題で、東京海上日動火災保険、日本興亜損害保険、あいおい損害保険、富士火災海上保険、共栄火災海上保険、日新火災海上保険、ニッセイ同和損害保険、日立キャピタル損害保険、AIU保険、アメリカンホーム保険の10社が金融庁に支払い体制に重大な問題があると判断され、業務改善命令の行政処分が下された
  - この内6社に対しては、各社の自主努力は不十分とされ、業務改善命令に加え一部業務停止命令が下された。東京海上日動火災保険、日本興亜損害保険の2社に対しては同年4月2日から3ヶ月間の第三分野商品の販売禁止を命令され、あいおい損害保険、富士火災海上保険、共栄火災海上保険、日新火災海上保険の4社に対しては、同年3月15日から1ヶ月間の第三分野商品の新商品認可申請などの禁止を命令された
- 2007年3月20日 - 三井住友海上火災保険が、昨年11月17日に受けた金融庁による不払い実態調査命令に対する調査結果を発表。合計で5万1486件、金額にして54億3300万円もの不払いが確認された。昨年9月公表の合計よりも4770件、21億2400万円分が増加した
- 2007年3月31日 - 東京海上日動火災保険とあいおい損害保険が、2006年11月17日の不払い実態再調査命令に基づく最終調査の結果を金融庁に報告。東京海上日動火災保険においては合計で8万4785件、68億5400万円分の不払いとなり、前回調査時（2006年9月30日）から2万4594件、24億7600万円分が増加した。あいおい損害保険においては合計で11万1992件、51億9400万円の不払いとなり、前回調査時から4万3719件、25億2700万円が増加した形となった
- 2007年4月2日 - ニッセイ同和損害保険が、2006年11月17日の不払い実態再調査命令に基づく最終調査の結果を金融庁に報告。新たに7199件、35億5000万円分が増加し、合計で2万1792件、およそ44億8000万円分の不払いとなった
- 2007年4月13日 - 同年2月1日の金融庁による国内全生命保険会社（38社）に対する保険金の不当不払い調査命令（保険金支払状況調査命令）の報告期限となり、生保各社から調査結果が発表される。この時点で判明した不当不払いは合計でおよそ25万件、金額にしておよそ290億円という、件数・額共に今までに無い大規模なものとなった。なお、不払い調査自体は同日までに完了しておらず、少なくとも110万件の契約で事実確認ができていない。そのため、完全な調査結果は未だ不明
  - 2007年4月19日 - 金融庁が、上記の生保不払い調査のまとめを公表。不払いが確認された国内の生命保険会社（37社）の個人保険、団体保険、および返戻金の不当不払いが、合計で約44万件、金額にして約359億円に達していたことが明らかになった。また、事実確認ができていない契約がおよそ192万件も残っていることが判明した
- 2007年4月20日 - 生命保険協会は、同月13日の国内全生保38社の不払い調査結果発表後、同協会への苦情が最大で4倍に膨れ上がったことを発表した
- 2007年4月27日 - 日本興亜損害保険と損害保険ジャパンが、2006年11月17日の不払い実態再調査命令に基づく最終調査の結果を発表。日本興亜損害保険においては、合計で6万2514件、金額にしておよそ40億9千万円の不払いとなり、新たに2万3733件、金額にして13億9528万円分が増加した。損害保険ジャパンにおいては、合計で4万8495件、金額にしておよそ33億8300万円の不払いとなり、新たに1万9009件金額にして約17億円分が増加した
  - 同日、金融庁による2006年11月17日の不払い実態調査命令に対する調査結果が損保大手6社（三井住友海上火災保険、東京海上日動火災保険、あいおい損害保険、ニッセイ同和損害保険、日本興亜損害保険、損保ジャパン）において出揃ったことになった。6社の合計で、38万1064件、金額にして約294億円という結果であった
- 2007年5月18日 - 衆議院財務金融委員会が、生損保の保険金不払い問題について問いただすため、生命保険協会と損害保険協会のそれぞれの会長である第一生命保険社長と東京海上日動火災保険社長を参考人招致。両会長とも不払いの経緯および背景を説明するとともに陳謝したが、再発防止案については明確にしなかった。生保で新たに発覚した大規模な不払いについては、11月末までに顧客への支払いを完了させるとした
- 2007年5月21日 - 生保各社による不払い実態調査の過程で、営業職員や代理店が不正行為を働き、不正に契約を締結している事例が存在していることが判明、これを発表する。発表した不正契約の一例として「名義借り」（保険料を立て替えるために知人から名義を借りる）や「架空契約」（契約者本人にとって身に覚えのない契約）などがある
- 2007年6月21日 - 長期化する保険金不払い問題の余波で、日本損害保険協会の会長を兼任していた東京海上日動火災保険の社長が社長職を辞任したことにより、保険会社の代表取締役であることを要する同協会の会長ポストからも必然的に外れることになったため、同ポストが空席となった
- 2007年6月27日 - 福岡県および長崎県の40歳〜70歳代の保険契約者など計13人が、日本生命保険、第一生命保険、明治安田生命保険、住友生命保険、朝日生命保険、三井生命保険の6社に対し、本来支払われるべきはずの保険金や給付金を不当な理由により支払い拒否しているとして集団訴訟を起こした
- 2007年7月2日 - 自動車保険での不当不払いが確認されている損保26社において、通算3回目となる不払い調査が完了された。これによると、合計で約49万件、金額にしておよそ380億円の不払いという結果となり、2006年9月〜10月にかけての前回調査時までに判明していた不払い実態調査結果（約31万8千件、187億円）と比較して、件数は5割ほど、金額はほぼ倍増したことになった
- 2007年10月5日 - 生保24社が金融庁に不払い調査結果を再度報告した。不払い総額は前回（同年4月）報告時を大幅に上回る120万件910億円に達した。
- 2007年12月8日 - 同年11月末まで不払い調査を続けていた生保13社が金融庁に調査結果を報告し、生保38社すべての調査結果が出揃った。38社全体の不払い総額は10月の報告時からさらに増え、2001年度からの5年間で131万件964億円となった。
- 2007年12月12日 - 衆議院財務金融委員会が、保険金不払い問題での集中審議のため、生命保険協会と損害保険協会のそれぞれの会長である日本生命保険社長と三井住友海上火災保険社長を参考人招致。

### 2008年（平成20年）
- 2008年7月4日 - 保険金不払い等が判明している生保37社中、当該事案が多数多額に上った10社（日本生命保険、第一生命保険、明治安田生命保険、住友生命保険、朝日生命保険、富国生命保険、三井生命保険、大同生命保険、アメリカンファミリー、アリコジャパン）に対し、金融庁が業務改善命令の行政処分を下す。

## 不当な不払いを起こした保険会社の一覧
ここでは、保険金などの不当な不払いがあったことが判明している保険会社を一覧にまとめた。この一覧の順序は、不当不払い事案が発覚および発表がなされた順（同時発覚・発表の場合は、不当不払い件数の多い順）である。
なお、この一覧は2007年5月1日現在のものである。

### 生命保険会社
カーディフ生命保険以外の生命保険会社37社で不当不払いが見つかっている。
- 明治安田生命保険
- 日本生命保険
- 朝日生命保険
- アメリカンファミリー生命保険
- 損保ジャパン・ディー・アイ・ワイ生命保険
- 第一生命保険
- アリコジャパン
- オリックス生命保険
- アクサ生命保険（旧アクサグループライフ生命保険の契約分含む）
- 大同生命保険
- マニュライフ生命保険
- AIGスター生命保険
- 損保ジャパンひまわり生命保険
- プルデンシャル生命保険
- 三井住友海上きらめき生命保険
- 富国生命保険
- 三井生命保険
- 住友生命保険
- 東京海上日動あんしん生命保険
- ソニー生命保険
- AIGエジソン生命保険
- T&Dフィナンシャル生命保険
- 日本興亜生命保険
- 共栄火災しんらい生命保険
- 東京海上日動フィナンシャル生命保険
- あいおい生命保険
- 富士生命保険
- ジブラルタ生命保険
- アイエヌジー生命保険
- ウインタートウル・スイス生命保険
- 太陽生命保険
- ハートフォード生命保険
- ピーシーエー生命保険
- マスミューチュアル生命保険
- 三井住友海上メットライフ生命保険
- チューリッヒ生命
- 大和生命保険
- 独立行政法人郵便貯金・簡易生命保険管理機構（簡易生命保険）

### 損害保険会社
損害保険会社では、27社で不当不払いが見つかっている。
- 富士火災海上保険
- チューリッヒ保険
- あいおい損害保険
- 損害保険ジャパン
- 三井住友海上火災保険
- 日本興亜損害保険
- 東京海上日動火災保険
- ニッセイ同和損害保険
- 共栄火災海上保険
- スミセイ損害保険
- 明治安田損害保険
- 朝日火災海上保険
- ソニー損害保険
- セゾン自動車火災保険
- セコム損害保険
- 三井ダイレクト損害保険
- そんぽ24損害保険
- 大同火災海上保険
- 日新火災海上保険
- エース損害保険
- アクサ損害保険
- ジェイアイ傷害火災保険
- アメリカンホーム保険
- AIU保険
- ゼネラリ保険
- ニューインディア保険
- 日立キャピタル損害保険

## 関連資料

### 金融庁
金融庁の報道発表資料のうち、本件に関連する資料を抜粋し、発表順に並べた。括弧内は発表年月日を示す。
- 明治安田生命保険相互会社に対する行政処分について（2005年2月25日）
- 保険金等支払管理態勢の再点検及び不払事案に係る再検証の結果について（2005年10月28日）
- 明治安田生命保険相互会社等に対する行政処分について（2005年10月28日）
- 損害保険会社の付随的な保険金の支払漏れに係る調査結果について（2005年11月25日）
- 損害保険会社26社に対する行政処分について（2005年11月25日）
- 株式会社損害保険ジャパンに対する行政処分について（2006年5月25日）
- 三井住友海上火災保険株式会社に対する行政処分について（2006年6月21日）
- 日本生命保険相互会社に対する行政処分について（2006年7月26日）
- 付随的な保険金の支払漏れに係る調査完了時期等について（2006年11月17日）
- 生命保険会社の保険金等の支払状況に係る実態把握について（2007年2月1日）
- 損害保険会社の第三分野商品に係る保険金の不払い事案の調査結果について（2007年3月14日）
- 損害保険会社10社に対する行政処分について（2007年3月14日）
- 生命保険会社10社に対する行政処分について（2008年7月3日）

### 生命保険協会
- 生命保険会社・生命保険協会からのおわびとお知らせ(archive.org)

### 損害保険協会
- 火災保険等の確認調査等および日本損害保険協会の信頼回復に向けた取組みについて(archive.org)